# Schloss Neustadt

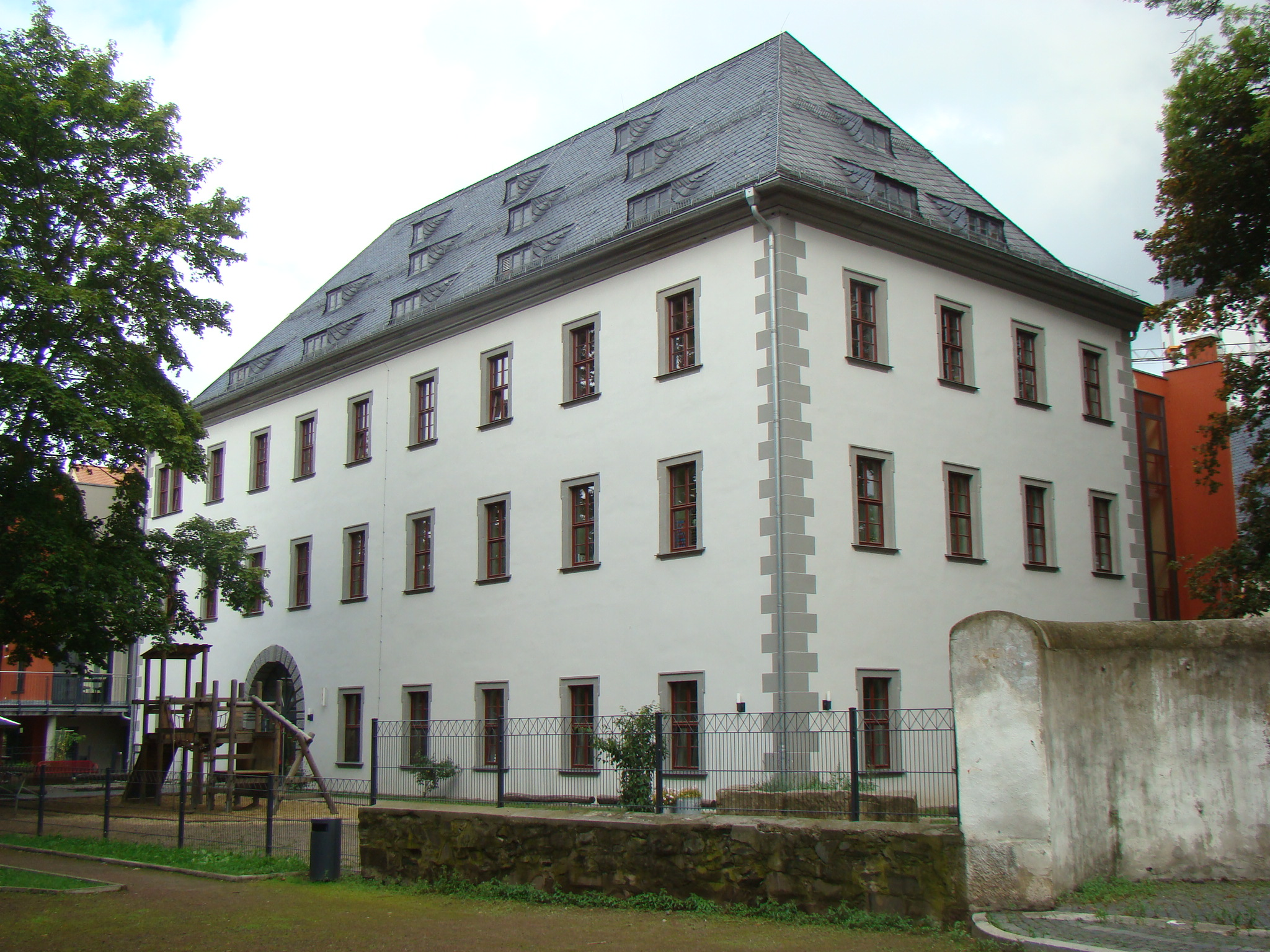
Das Schloss vom Park aus gesehen.

Das Schloss Neustadt an der Orla steht in der Kleinstadt Neustadt an der Orla im Saale-Orla-Kreis in Thüringen. Es wird auch als „Neues Schloss“ bezeichnet (wahrscheinlich als Bezug zur benachbarten Burg Arnshaugk, unter deren Herrschaft die Stadt jahrhundertelang stand).

## Geschichte
Das Schloss wurde auf den Resten eines 1294 gegründeten Augustiner-Eremitenklosters erbaut. Dieses Kloster wurde wiederum auf den Mauern einer Burg der Arnshaugker errichtet. 1471 begann der Neubau von Kloster und Klosterkirche. Hierfür gab es sogar eine eigene Brauerei, die von verschiedenen Mönchen nach der Auflösung des Klosters im Jahre 1524 weiter genutzt und betrieben wurde. Zwischen 1516 und 1524 besuchte Martin Luther das Kloster mehrmals. Als im Dreißigjährigen Krieg das Kloster fast vollkommen zerstört wurde, ließ Herzog Moritz von Sachsen-Zeitz 1674 das Schloss im Stil des Barocks erbauen. Das Kirchengebäude wurde geteilt, um eine repräsentative Einfahrt zu erschaffen. Diese Einfahrt existiert auch noch heute. Die Wirtschaftsgebäude kamen dann im Laufe der Zeit und Notwendigkeit hinzu. 1681 verstarb Moritz und Herzog Friedrich Heinrich von Sachsen-Zeitz-Pegau-Neustadt verlegte seinen Sitz von Pegau nach Neustadt an der Orla. Mauerreste und ein Rundturm des einstigen Klosters sind in der gepflegten Parkanlage mit Skulpturen noch zu sehen.
1718 kam der Neustädter Kreis an das Kurfürstentum Sachsen zurück. Bis 1794 herrschten dann mehrere Fürsten.
1815 fiel Neustadt an das Großherzogtum Sachsen-Weimar-Eisenach zurück. Das Schloss wurde nach Bedarf Wohnstätte für die Großherzogfamilie und Teil einiger Amts- und Verwaltungsräume. Später diente das Gebäude als Gerichtssitz. Im Nebengebäude westlich des Schlosses befanden sich einige Gefängniszellen.
Seit Ende des Zweiten Weltkriegs war das Schloss Verwaltungssitz der Wismut, später zog die Bezirksschule der „Freien Deutschen Jugend“ (FDJ) hier ein. Zuletzt wurde es als Internat der Berufs- und Zentralberufsschule, 1996 zog man einen Umbau zum Seniorenheim in Betracht, dieses Konzept scheiterte allerdings.
2001 fanden im Schloss Neustadt umfangreiche Baumaßnahmen zur statischen Sicherung des Schlossgebäudes statt. Dabei kamen verschiedene Baumängel, wahrscheinlich verursacht durch frühere Nutzer, ans Licht. So wurde zum Beispiel festgestellt, dass eine massive eingebaute Treppe in ihrer Gesamthöhe nicht in das Gebäude passte. Weiterhin zeigte sich, dass eine Zwischendecke herausgeschlagen und mehrere Balken in der Dachkonstruktion herausgesägt wurden. Dazu wurden aber auch verschiedene Entdeckungen gemacht, so wurden kunstvoll verlegte Dielen in aufwändigen Mustern oder Wandbemalungen gefunden. Eine besondere Tragekonstruktion für das Dach und die oberen Etagen (sog. „Hängewerk“) ermöglicht es, dank intelligenter Lastenverteilung, sehr geräumige Zimmer ohne Stützbalken zu erschaffen. Die aufgeführten Schäden wurden nach und nach behoben.
Im Oktober 2007 begannen Umbau- sowie Sanierungsarbeiten für die zukünftige Nutzung als Gesamtschule. Diese Privatschule, die „Schlossschule“ der Arbeiterwohlfahrt, wurde 2008 eröffnet. Am 22. August 2008 konnte die Schule mit zwei Klassen den Schulbetrieb aufnehmen. Seitdem wurden weitere Umbaumaßnahmen vorgenommen, so wurde zum Beispiel der Mittelbau zwischen dem Schloss und dem ehemaligen Wohngebäude abgerissen und wiedererrichtet. Dieses Haus galt als eines der ältesten der Stadt. 2014 wurde der dritte Bauabschnitt fertiggestellt und 2019 eröffnete der vierte Abschnitt im ehemaligen Klosterkirchgebäude.
Seit Juli 2020 trägt diese Schule den Titel „Umweltschule in Europa“.
Das dreistöckige Bauwerk hat ein Mittelportal und ist mit einem Kreuzgewölbetreppenhaus ausgestattet. Stadtprägend steht der achteckige Turm mit barocker Haube in der Kleinstadt. Die Glocke, die im Turm hängt, schlägt zu jeder Stunde.
Das Schloss befindet sich direkt an der Ernst-Thälmann-Straße, der Hauptstraße, und unweit des Marktes am Rande des Stadtparks.